# Eropeplus canus
Genre
Espèce
Statut de conservation UICN

 VU B1ab(ii,iii) : Vulnérable
Eropeplus canus est la seule espèce du genre Eropeplus, un groupe de rongeurs de la sous-famille des Murinés.
On la trouve à Sulawesi.